# Vitrína

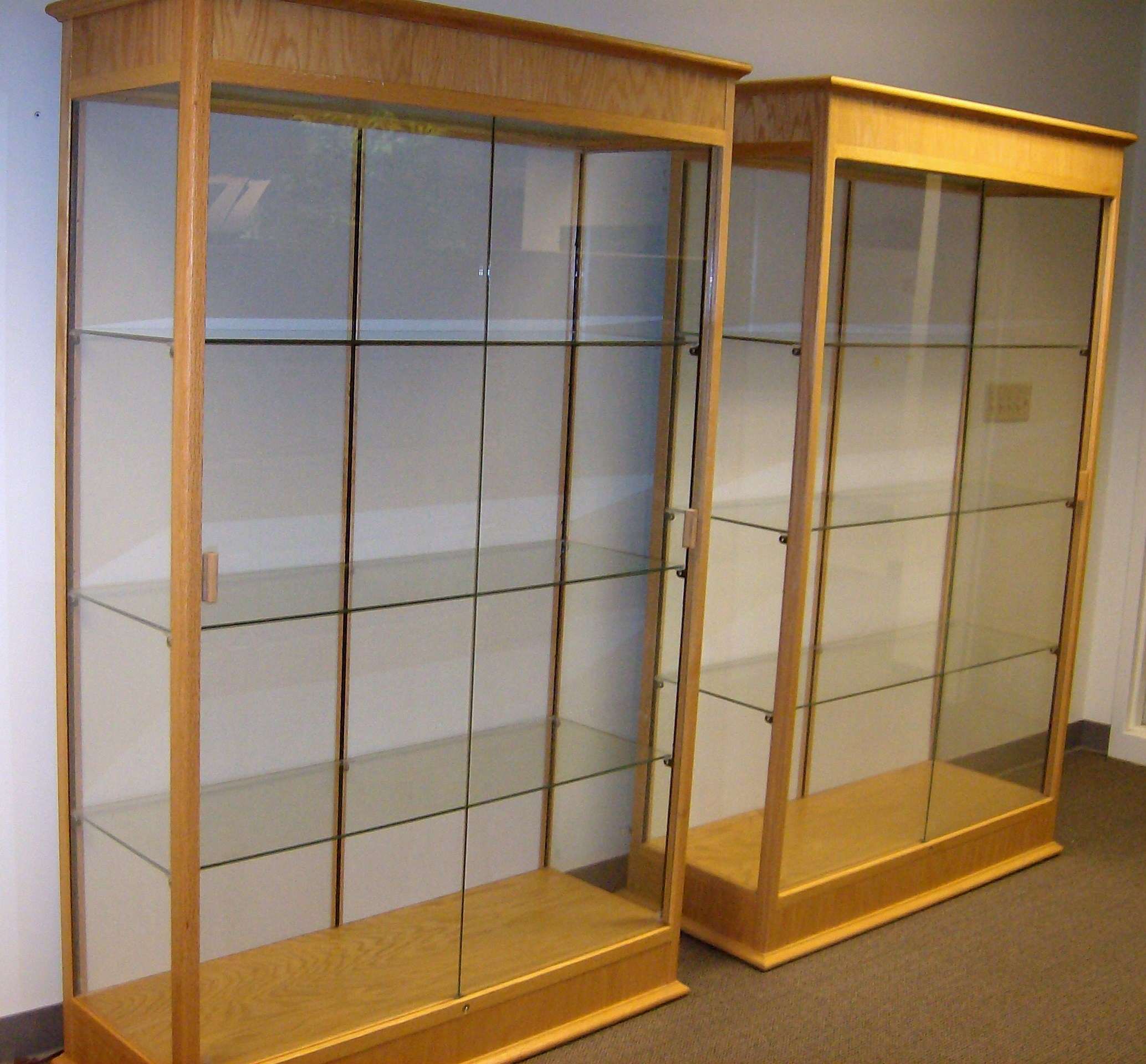
Vitríny

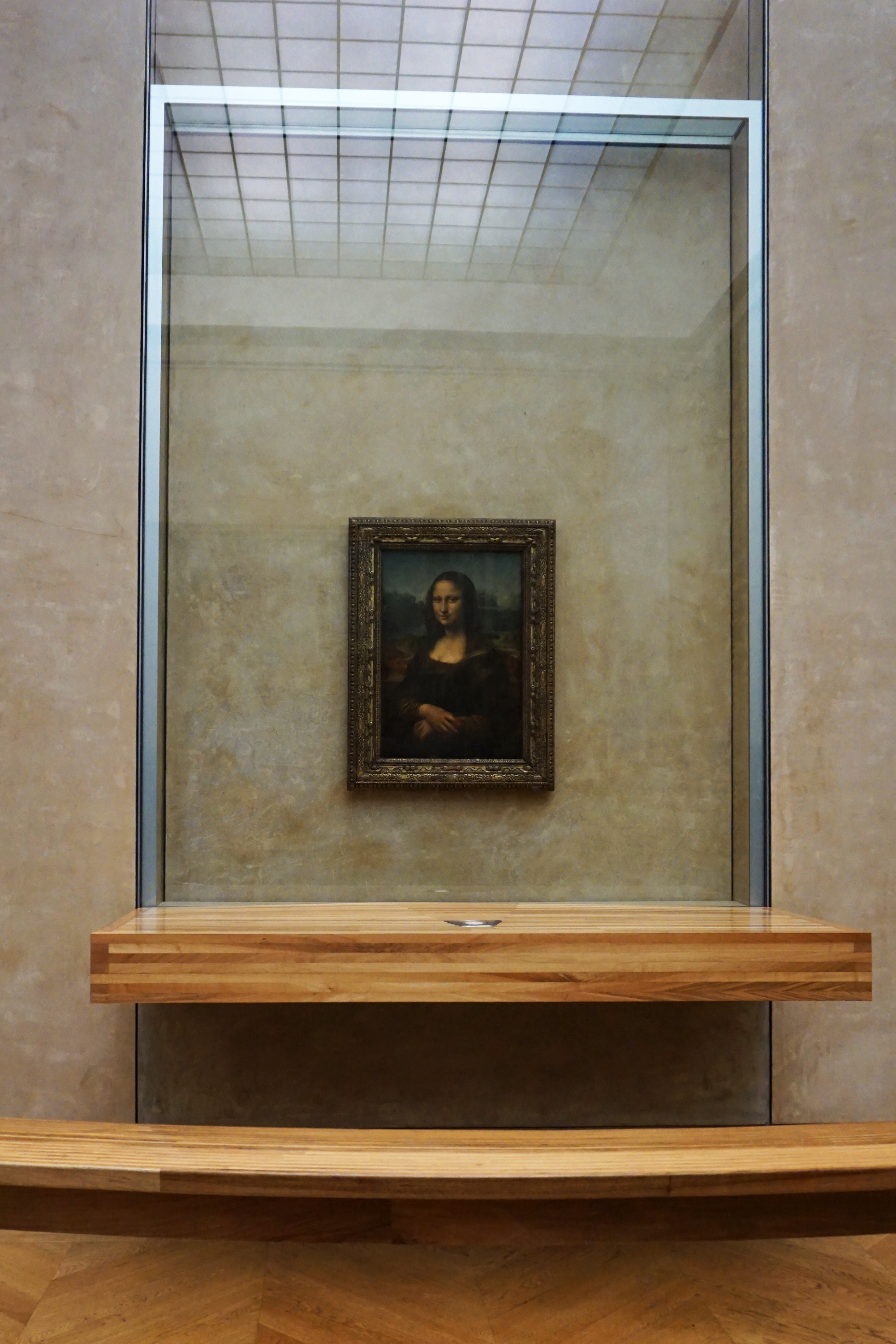
Muzejní vitrína chránící vzácný obraz před vandalismem. Mona Lisa, Louvre, Paříž

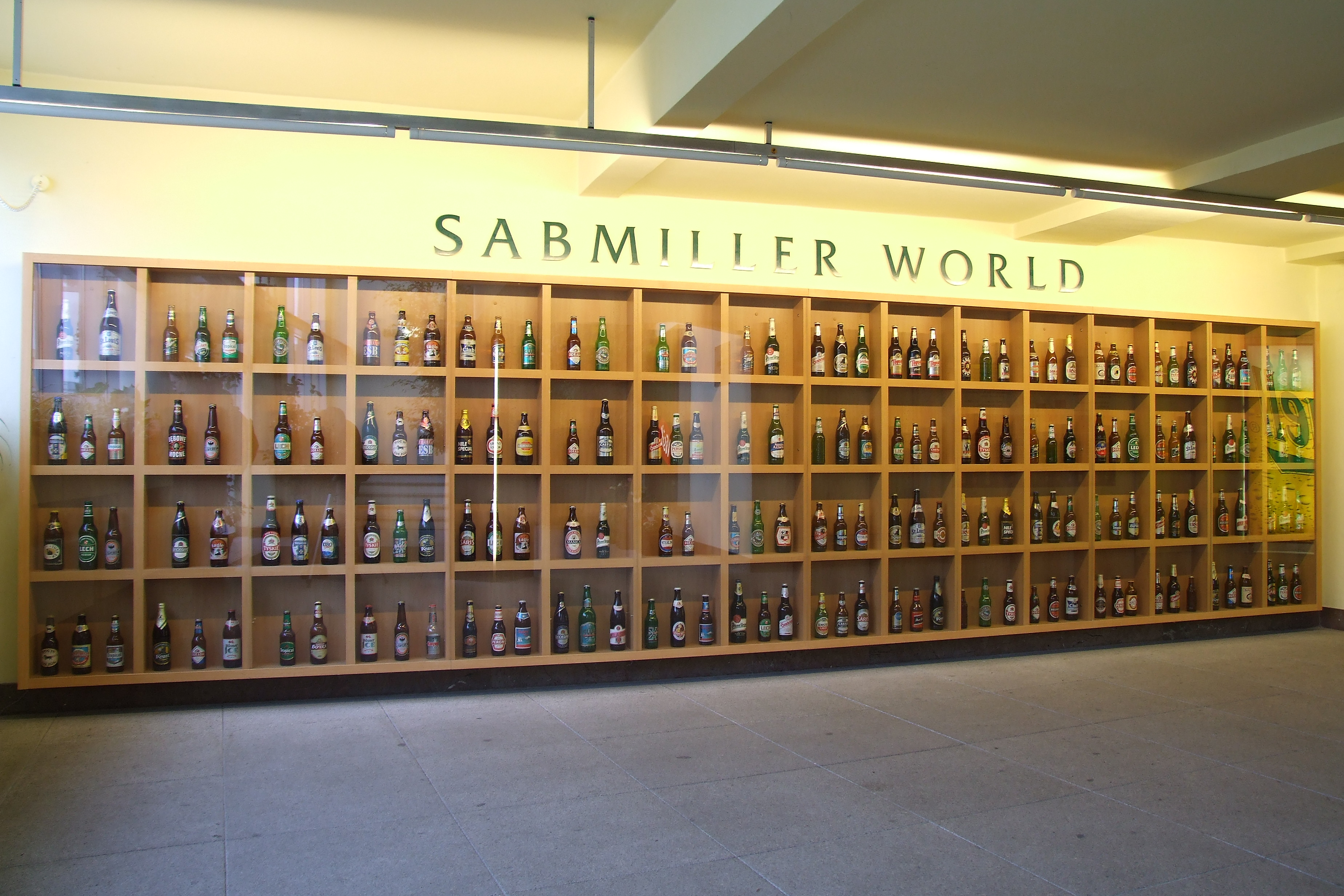
Vitrína se sortimentem piva pivovaru SABMiller, Plzeňský prazdroj

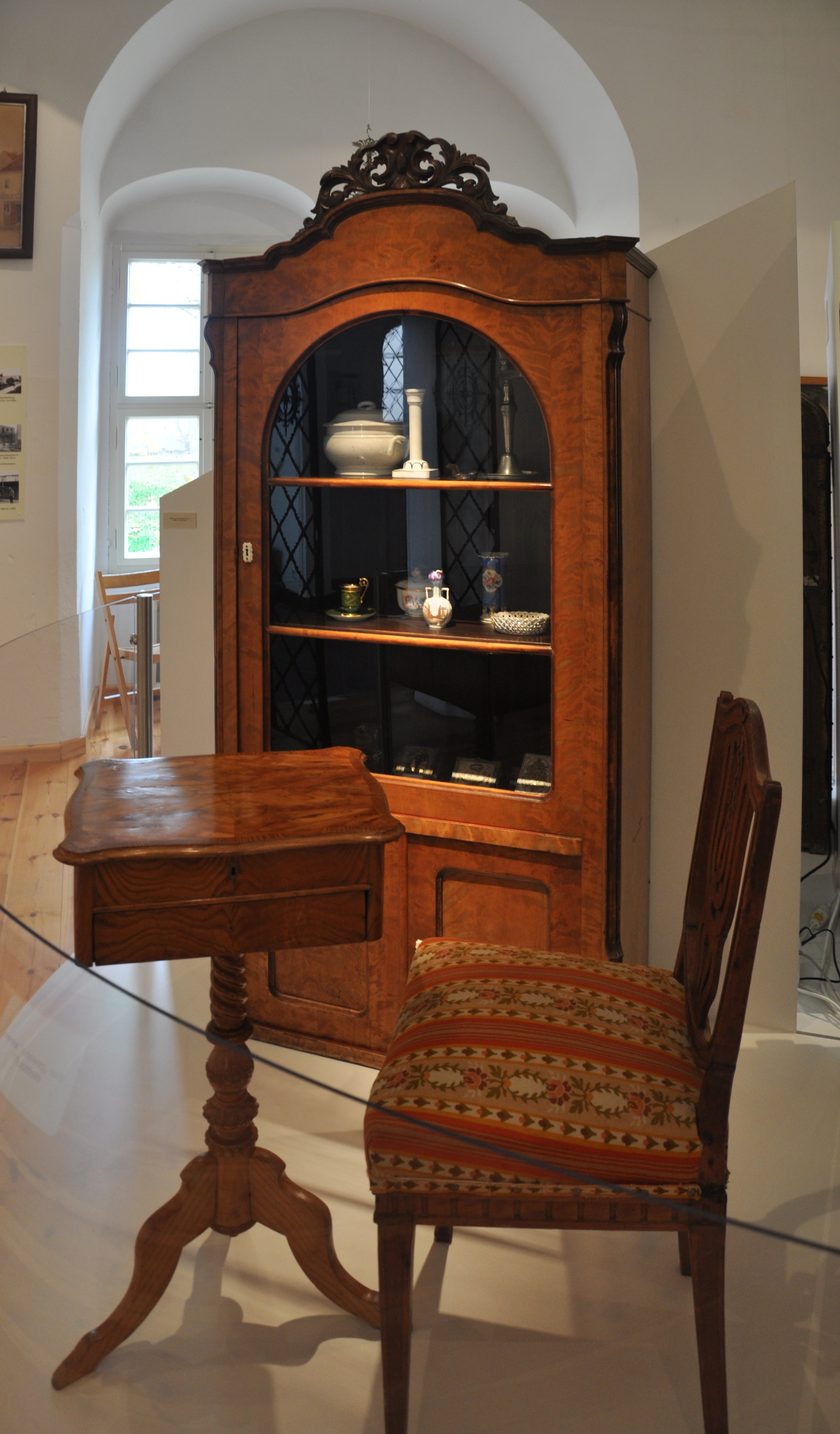
Nábytek z období biedermeieru, v pozadí vitrína - skleník

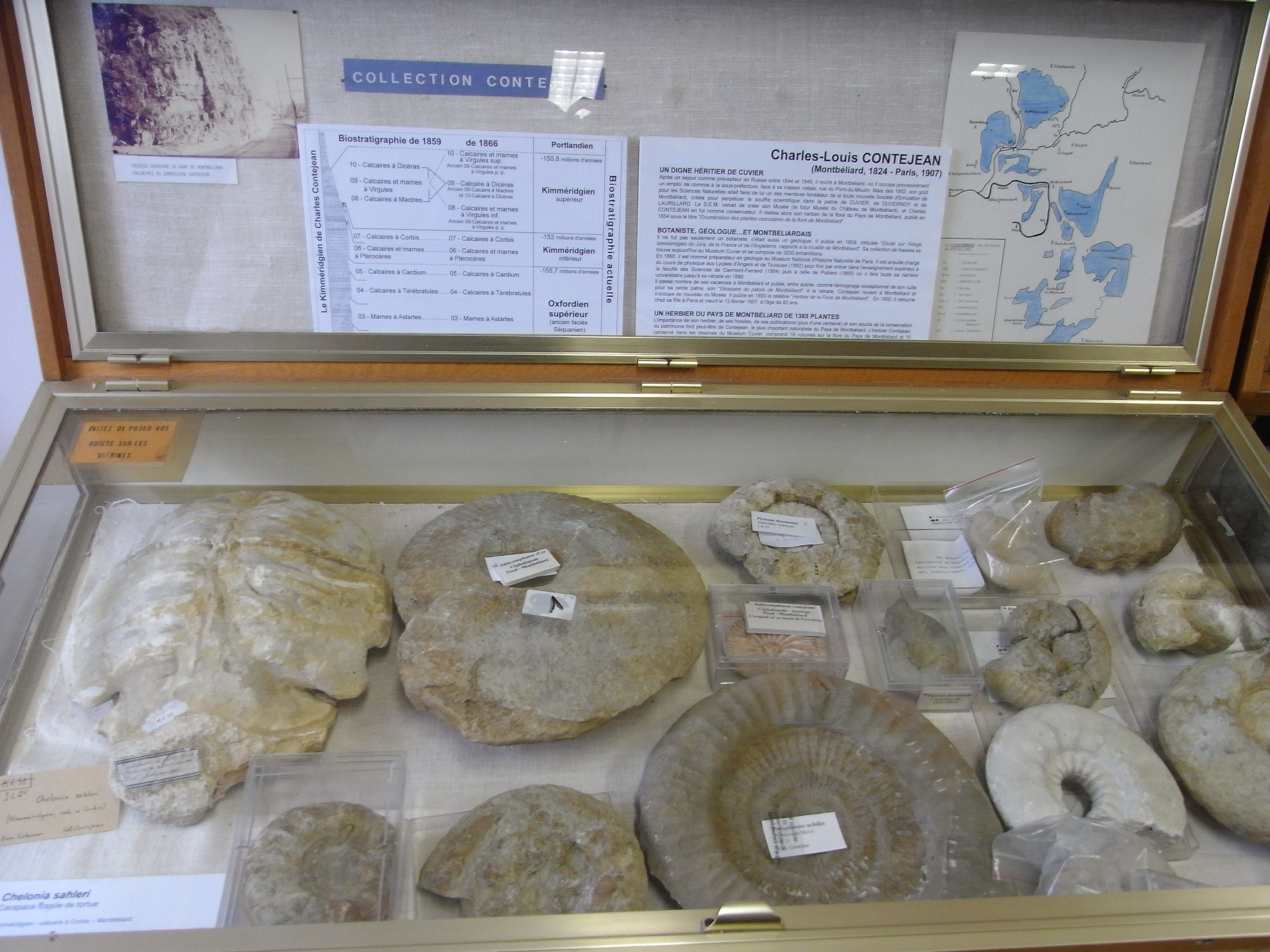
Muzejní vitrína se zkamenělinami

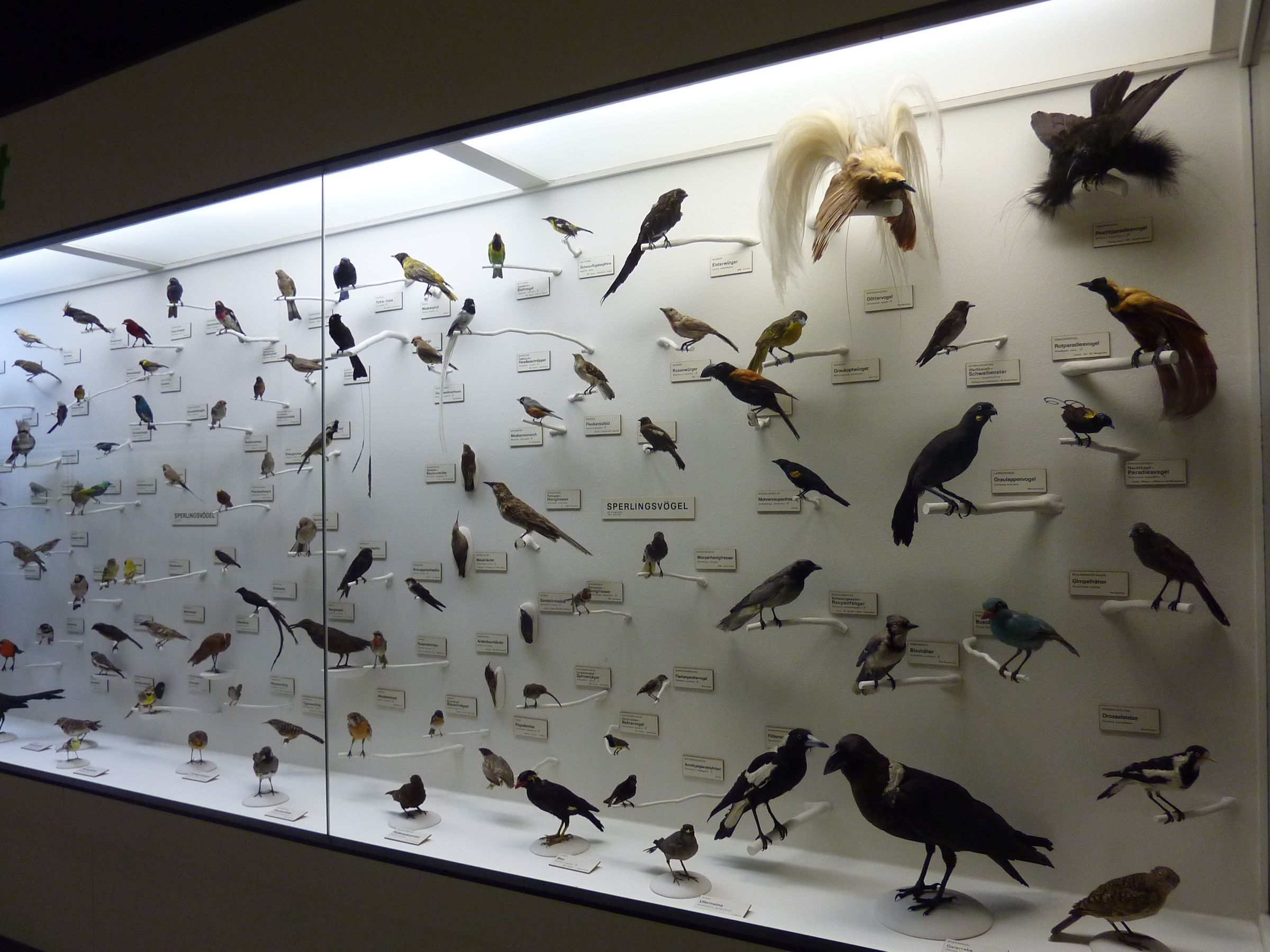
Muzejní vitrína s vycpanými ptáky

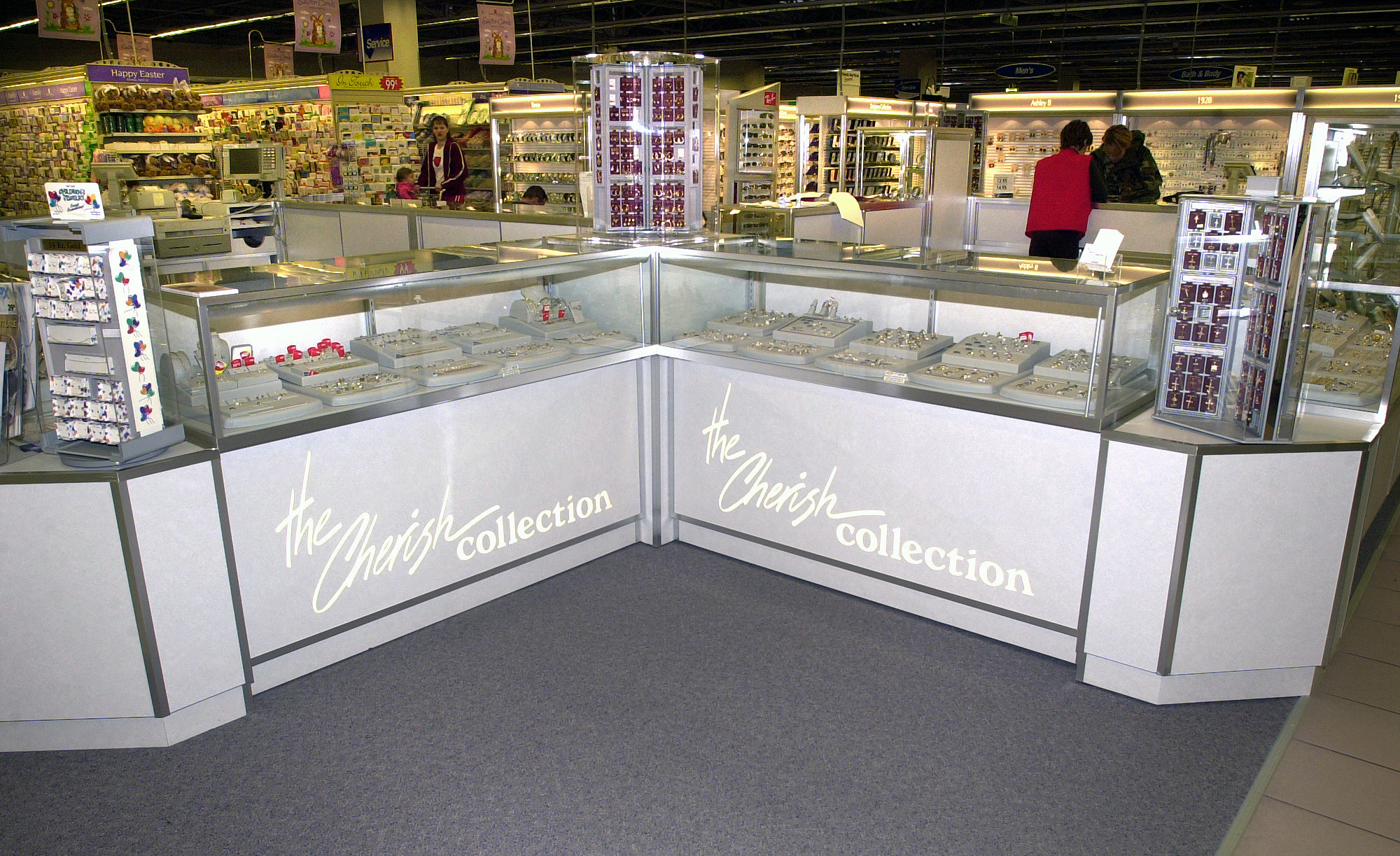
Vitrína jako součást prodejního pultu

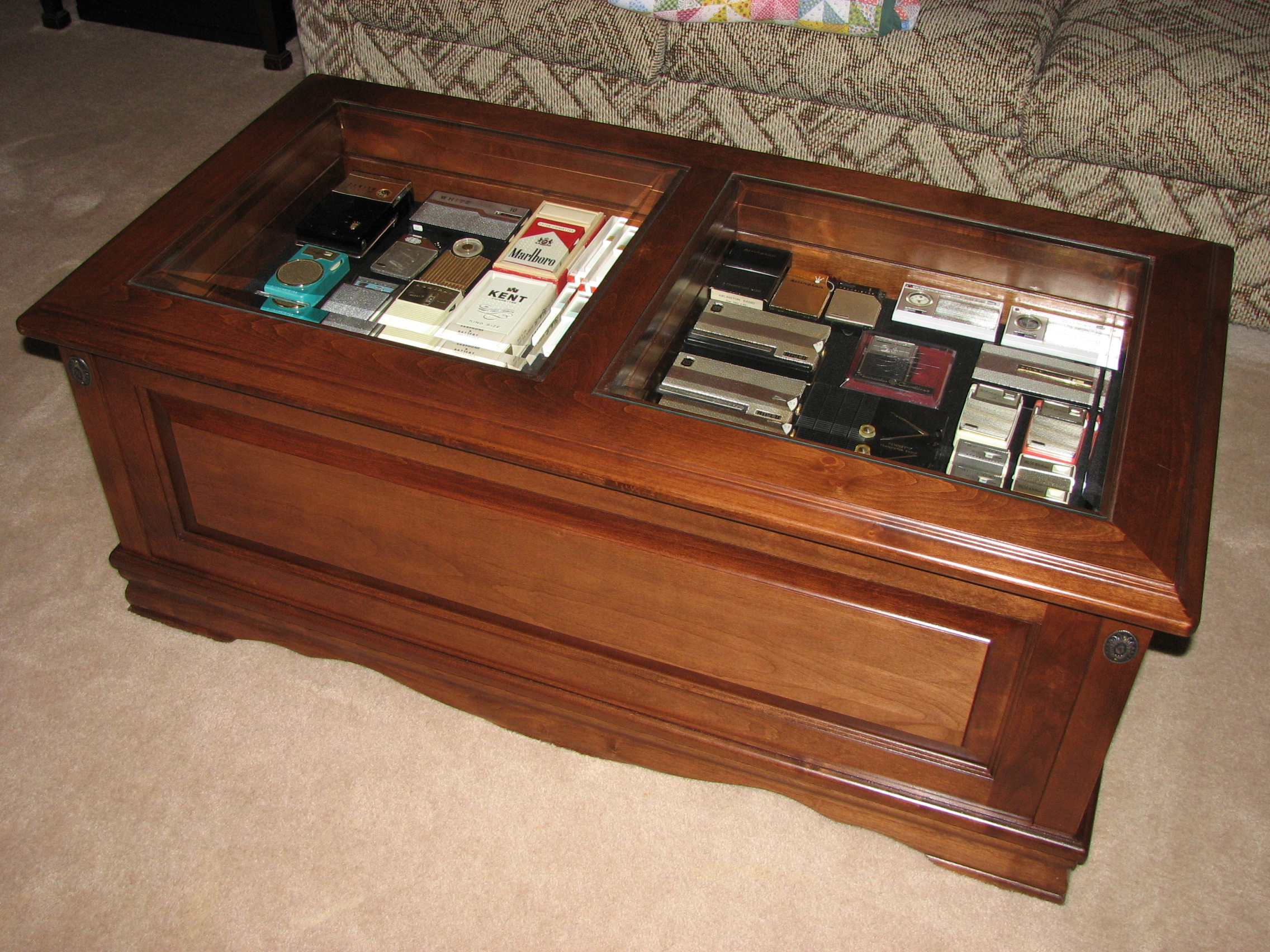
Sbírková vitrína v konferenčním stolku

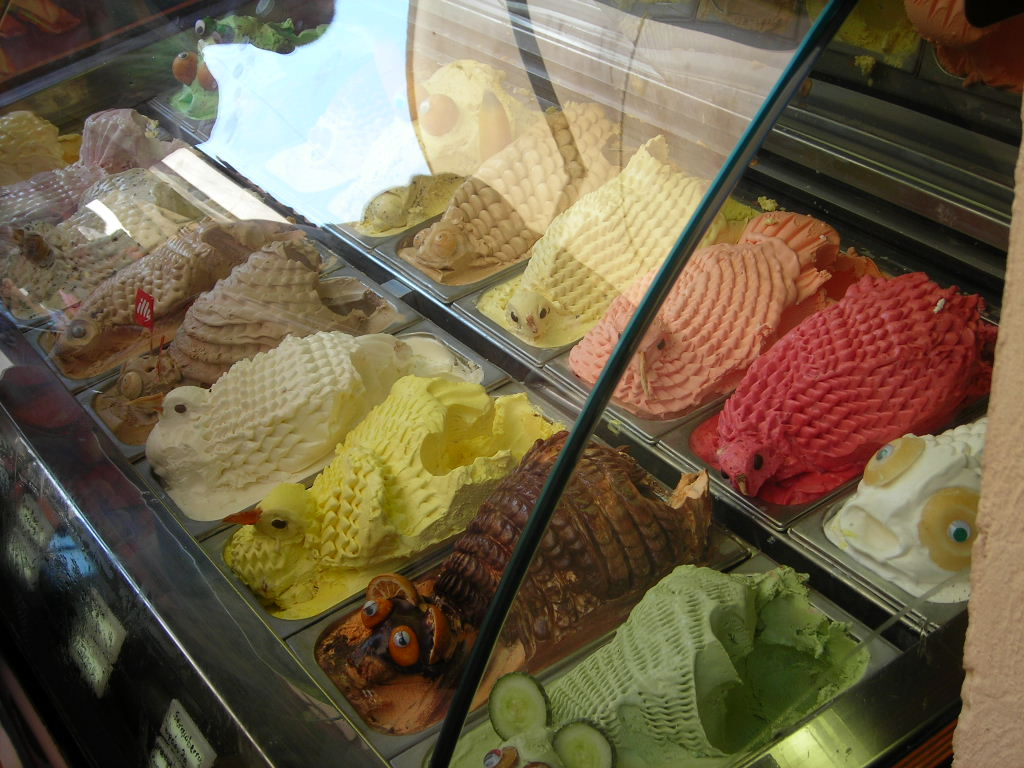
Mrazicí prodejní vitrína se zmrzlinou

Vitrína (z latinského vitrum = sklo, francouzsky vitré = zasklený) je kus nábytku (skříň, skříňka, police, prodejní pult…), jehož jedna nebo více stěn je vyrobena z transparentního materiálu, nejčastěji ze skla, v moderní době i z plastu. Dříve běžné označení skleník se používá spíše výjimečně.
Vitrína je určena k vystavování předmětů a zároveň k jejich ochraně před vlivy okolí, zejména proti prachu. Vitríny se používají v domácnostech k vystavování vzácnějšího nádobí a jiných dekorativních a sbírkových předmětů. V obchodech slouží k vystavování nabízeného zboží. Chladicí a mrazicí vitríny udržují choulostivé zboží v optimální teplotě. U drobnějšího nebo dražšího zboží, například hodinek, klenotů nebo elektroniky slouží zároveň k jeho ochraně před krádeží.
V galeriích nebo muzeích je ochrana vystavených uměleckých děl nebo archeologických artefaktů důslednější, v důležitých případech je kromě dokonalého zabezpečení proti krádeži nebo poškození řízeno i mikroklima vitríny.
Z hlediska hlavní funkce (vystavování zboží) se vitrínám podobají výlohy a výkladní skříně. Rozdíl je v tom, že výloha nebo výkladní skříň je součástí budovy, která zároveň odděluje vnitřní prostor (interiér) od vnějšího (exteriéru).

## Historie
Skleníky, neboli skříňky s prosklenými dvířky, případně i bočními stěnami, se ve větší míře začaly v domácnostech používat v období biedermeieru, tj. na počátku 19. století. Sloužily k vystavování vzácnějšího nádobí a dekorativních, případně sbírkových předmětů, později i k ukládání knih.

## Výstavní vitríny
Výstavní vitríny jsou určeny pro výstavní účely muzeí, galerií, archívů a knihoven prezentujících cenné předměty. Na rozdíl od vitrín v obchodech, kde stačí ochrana proti prachu, poškození a krádeži by měly výstavní vitríny zabránit vnikání polutantů a kolísání relativní vlhkosti a teploty uvnitř vitríny.
Vzhledem k náročnosti udržet výstavní prostor bez kolísání teploty a vlhkosti, které často ovlivňují návštěvníci, jsou vitríny jedním z možných řešení. Mimo ně lze použít zvlhčovače, nebo naopak odvlhčovače, případně finančně náročnou variantu ústředního klimatizačního zařízení. Vitríny proto musí zajišťovat bezpečnost uloženým předmětům, měly by být prachotěsné a lépe i vzduchotěsné, avšak měly by umožňovat regulaci relativní vlhkosti vzduchu.

## Materiály na výrobu vitrín
Materiály musí umožnit především dobrou prezentaci vystavovaných předmětů a musí mít takové vlastnosti, aby exponáty chemicky neovlivňovaly. Vhodné vlastnosti vykazují zejména sklo a kovy (např. hliník).

## Bezpečnost vitrín
Bezpečnost zajišťuje vrstvené sklo na vnějším plášti. V dnešní době se také využívají nerozbitné plné polykarbonáty. Police a úchyty musí být spolehlivě připevněné k plášti vitríny, musí odolávat vibracím a chránit předměty před pádem.

## Osvětlení
Velmi důležitou roli hraje osvětlení, které návštěvníkovi umožní pozorování vystavených exponátů a může zdůraznit hlavní části výstavy. Na druhou stranu světlo obvykle má negativní vliv na barevnou stálost exponátů. Z tohoto důvodu je vhodné, aby bylo možno snadno intenzitu osvětlení regulovat. Moderní technologie nám umožňují ochranu exponátů před negativními účinky světla zlepšit použitím fólií.

### Vnější osvětlení
Vnější osvětlení je možno řešit umístěním stropních svítidel, nebo v osvětlovacím krytu nad vitrínou. V minulosti se často používaly zářivky, případně halogenové žárovky jako bodové zdroje. Nověji převažuje osvětlení na bázi LED, jehož výhodou je nižší spotřeba elektřiny a větší variabilita jak z hlediska možností směrování světla, tak z hlediska jeho barvy.

### Vnitřní osvětlení
Vnitřní osvětlení více upoutá pozornost, ale při nevhodné volbě osvětlení může docházet ke zvyšování teploty uvnitř vitríny. V minulosti se proto někdy používala optická vlákna, čímž se zajistilo, že teplo ze světelného zdroje bylo uvolněno mimo vitrínu. Moderní LED osvětlení tuto potřebu eliminuje.